# Sandra Petty
Sandra Petty is een fictieve persoon uit de Britse televisieserie Coronation Street. Deze rol werd gespeeld door actrice Heather Moore.

## Biografie
Sandra was voor het eerst te zien in 1964. Dennis Tanner deed de kappersopleiding en knipte haar haren. Sandra was op slag verliefd op Dennis en stuurde hem een liefdesbrief. Met tegenzin stemde Dennis ermee in om met haar af te spreken. Tijdens deze afspraak deed hij echter net of hij verloofd was met Irma Barlow. Dennis dacht op die manier van Sandra af te komen.
Een paar dagen later zag Sandra dat de winkel bij Dennis in de straat te koop stond. Ze haalde haar vader over om de winkel te kopen. Op deze manier was ze nog vaker bij Dennis in de buurt.
Hoewel Dennis haar probeerde te ontwijken, begon hij toch een relatie met haar. Hij deed alsof hij belangstelling had voor Sandra. Op deze manier dacht hij toegang te krijgen tot het magazijn van de winkel. Hij wilde producten dan meenemen en die met winst verkopen. Uiteindelijk kwam Sandra erachter dat Dennis haar alleen maar gebruikte en ze verbrak de relatie. Daarna verliet ze tevens meteen Coronation Street. Ze ging in Leestand Road wonen, waar ze een flat gevonden had.
Concepta Riley · Elsie Lappin · Florrie Lindley · Joan Akers · Lionel Petty· May Hardman · Sandra Petty · Vera Lomax